# Universitatea Al-Qarawiyyin
Al- Qarawiyyin (în arabă: جامعة القرويين) este o universitate situată în orașul Fes, Maroc. Conform UNESCO, este cea mai veche universitate în activitate din lume. Inițial o simplă moschee, aceasta a contribuit, prin aportul științific și patrimoniul intelectual, la formarea identității islamice . Printre altele, prestigiul său se datorează numărului mare de savanți și  personalități ale căror nume se leagă de această moschee-universitate. Printre aceștia se numără Ibn Khaldun, Muhammad al-Idrisi, Ibn Rushd (Averroes), Ibn Tufayl, Ibn Arabi etc.

## Istoric
În secolul IX a fost construită la Fes  moscheea Al- Qarawiyyin, în timpul dinastiei idriside, la cererea regelui Idris II.
Conform tradiției, construcția complexului ce va include, pe lângă moscheea deja existentă, o bibliotecă și o universitate începe în anul 859. Fondarea sa îi este atribuită unei tinere pe nume Fāṭima al-Fihrī, fiica unui negustor bogat ajuns la Fes în secolul IX, Muḥammad al-Fihrī.  Aceasta se folosește de moștenirea lăsată de tatăl său pentru a consolida și lărgi moscheea, căreia i se adaugă o școală (madrasa sau Medresă). Datorită numărului mare de migranți veniți din Tunisia la Fes, populația orașului a crescut semnificativ, motiv pentru care moscheea a fost extinsă și restaurată.   
Ulterior, între secolele X-XII, devine un real centru de studiu și una din primele universități ale lumii.  Deși sursele istorice nu permit datarea precisă a momentului în care moscheea a devenit universitate, se știe că, încă de la începuturi, această madrasa  a avut un statut aparte datorită faptului că savanții care o frecventau , susțineau aici cursuri de religie și științe islamice. Ulterior, totul a fost organizat pentru a face din moschee și școală o instituție a cunoașterii: au fost aduși profesori, studenți, s-au fixat disciplinele predate și s-au stabilit programele. De asemenea, a fost dotată cu o bibliotecă. Foarte curând, datorită activitității  intense, a ajuns să concureze cu înaltele centre de cultură din Córdoba și Bagdad. Totodată, a început sa ofere diplome universitare și să pună la dispoziție catedre specializate pentru diverse domenii ale științei. 
Activitatea științifică atinge apogeul în timpul conducerii  Almoravizilor și mai ales a Merinizilor. În secolul XIV și mai târziu, majoritatea savanților și intelectualilor din Maghreb au intrat în contact cu orașul Fes și Al- Qarawiyyin, fie ca profesori, fie ca elevi, fie ca auditori. Nume precum Ibn Khaldun (istoric), Ibn Tufayl (filosof), Ibn al-Yasamin (matematician) s-au făcut remarcate în Universitatea Al-Qarawiyyin. Alături de alte mari personalități ale vremii, aceștia au adus un real aport în răspândirea culturii arabe, pe lângă formarea unei identități. De exemplu, Ibn al-Wazzan, cunoscut ca Leo Africanus a contribuit, prin cartea sa intitulată Descrierea Africii, la introducerea acestui spațiu în Occident. 
Pentru a menține prestigiul acestui mediu intelectual, sultanii Marocului au avut grijă să promoveze cunoașterea, creând un mediu favorabil învățării  atât elevilor, cât și profesorilor. Discipolii au depus un efort remarcabil. Ei au contribuit la menținerea unității lingvistice prin promovarea limbii arabe cu tot mecanismul său.

## Învățământul la Al-Qarawiyyin

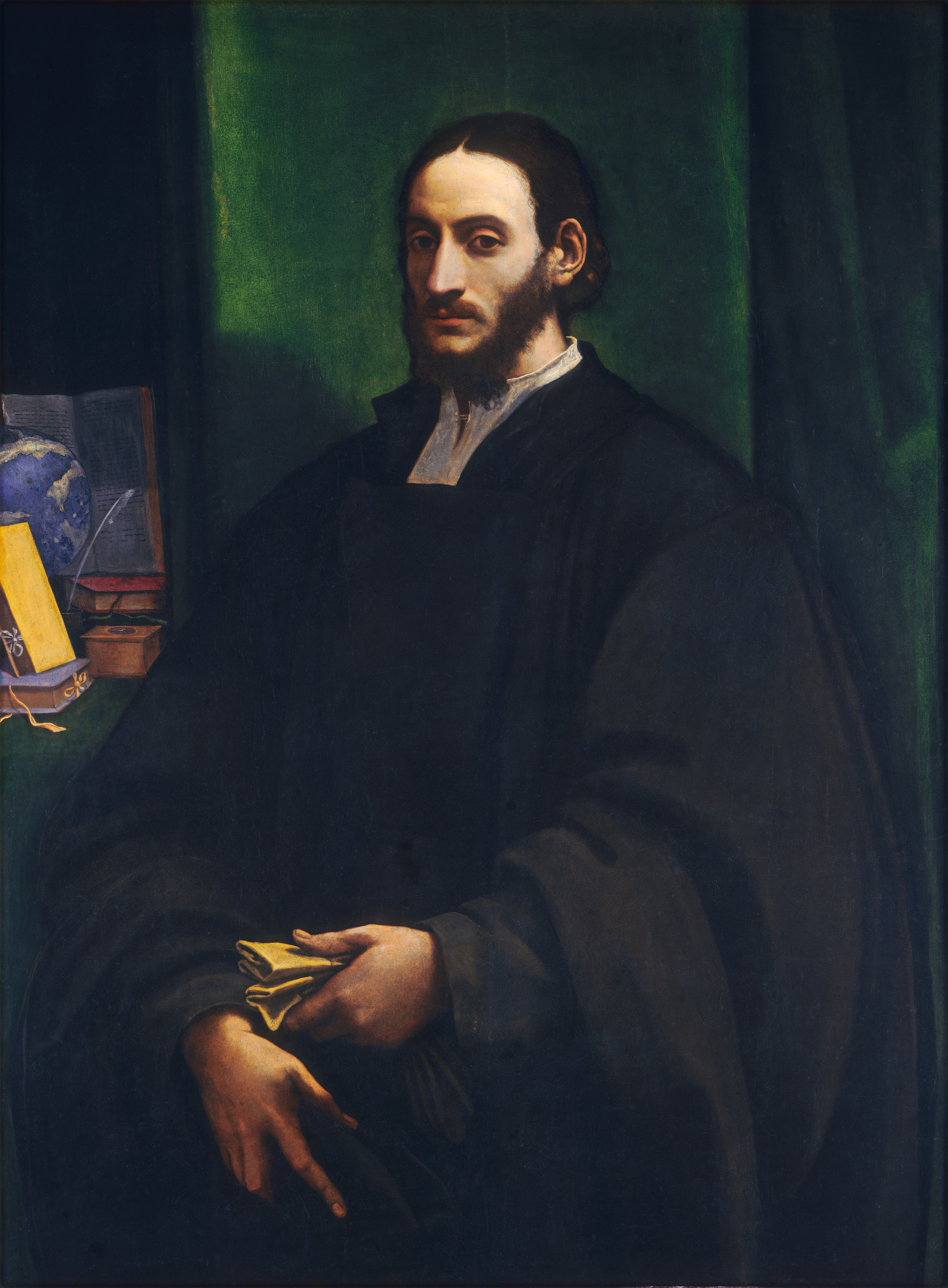
Leo Africanus - absolvent al universității

Reputația și prestigiul instituției Al-Qarawiyyin se datorează în primul rând studierii științelor juridice și a Islamului ca religie , aceasta fiind preocuparea majoră a venerabilei instituții. Încă de la început, Al-Qarawiyyin s-a specializat în difuzarea cunoașterii religioase conform școlii malekite (Școli juridice în islam). Pe lângă Coran și Jurisprudența islamică , constituiau obiect de studiu gramatica, retorica, logica, medicina, matematica și astronomia.
La început o simplă madrasa, metoda de învățare utilizată era cea cunoscută în toată lumea islamică și consta în lecții publice ținute de un šayḥ în fața elevilor așezați în semicerc, în interiorul moscheii. Shayḥ-ul le oferea elevilor explicații legate de text, fiind atinse probleme de gramatică, drept ori interpretare. Lecțiile publice erau ținute pe tot parcursul zilei, fără întrerupere. Metodele de învățare erau cele tradiționale, bazate pe memorarea textelor. Ulterior, devenită universitate, standardele acesteia au crescut considerabil. Pe lângă obligativitatea de a fi musulman, un viitor student al universității Al-Qarawiyyin trebuia să fi memorat Coranul în întregime, precum și alte texte de gramatică sau drept malekit. De asemenea, era obligatorie buna cunoaștere a arabei clasice.

## Reforme
După căderea dinastiei Merinide în 1465, Al-Qarawiyyin cunoaște o perioadă de decădere.  
Odată cu venirea la putere a dinastiei alaouite însă, sultanul Muḥammad III (1710-1790) ia seamă de necesitatea reformării Al-Qarawiyyin, fără de care  aceasta ar fi rămas în trecut. Acesta emite un decret ce cuprinde o serie de reglementări legate de materiile predate și în special de Coran.  
A doua reformă a universității a fost inițiată de sultanul Mūlāy Yūsuf ( 1882-1927). Acesta decretă instituirea unui consiliu administrativ la Al-Qarawiyyin, ce avea ca principală atribuție elaborarea unei programe școlare moderne, cu o subdiviziune clară între învățământul primar, secundar și universitar. De asemenea, sultanul a impus introducerea examenelor ca mijloc de evaluare a elevilor și validare a cursurilor. Noua organizare se concretizează abia în timpul conducerii fiului lui Mūlāy Yūsuf, Mūlāy Muḥammad V ( 1906-1927), sultan apoi rege al Marocului. Sunt reglementate practicile pedagogice și detaliate materiile predate de-a lungul celor 3 etape de școlarizare. Durata studiilor a fost fixată la 12 ani, 3 ani pentru învățământul primar, 6 ani pentru cel secundar și 3 ani pentru cel universitar. În ceea ce privește ultima perioadă, elevii puteau alege între Facultatea de Litere și cea consacrată exclusiv religiei. De asemenea, s-a prevăzut introducerea în programă a unor noi materii precum istoria și geografia. S-au stabilit datele vacanțelor și a zilelor de curs, precum și salariile profesorilor.
În perioada Protectoratul francez al Marocului , rolul universității începe să se diminueze, din cauza restricțiilor impuse de conducerea franceză și a opoziției pe care o manifesta față de reformă.
Odată cu obținerea independenței Marocului, în anul 1956, s-au reluat lucrările de restaurare și reafirmare în plan cultural a prestigioasei instituții. Abia în 1963 însă, printr-un decret regal, madrasa a fost oficial transformată în universitate.   
În prezent, universitatea Al-Qarawiyyin numără 4 facultăți:  
1. Facultatea de šarīʿa ( Șaria- legea islamică) , Fes
2. Facultatea de Litere, Marrakech
3. Facultatea de Teologie, Tetouan
4. Facultatea de šarīʿa, Agadir

## Biblioteca Al- Qarawiyyin
Biblioteca Al-Qarawiyyin este una dintre cele mai mari biblioteci ale Marocului. A fost fondată în 1349 de sultanul merinid Abu-ʿInān Fāris. A fost dotată cu nenumărate opere  din diverse ramuri ale cunoașterii, precum și manuscrise importante. Aici se regăsește manuscrisul original al ʺkitābu al-ʿibarʺ de Ibn Khaldun, precum și o copie  a Coranului din secolul IX, scris în stilul caligrafic cufic pe piele de cămilă.  
După o perioadă de 4 ani de restaurare condusă de Aziza Chaouni, aceasta s-a redeschis în anul 2016. Restaurarea bibliotecii al-Qarawiyyin face parte dintr-un plan cultural mai amplu de a readuce orașul Fes la statutul său de odinioară, de capitală culturală și spirituală a Marocului.